# 그대의 밤
《그대의 밤, 정엽입니다》는 SBS 러브FM(수도권 FM 103.5㎒)에서 매일 저녁 8시 5분부터 밤 10시까지 방송되는 연예오락 전문 라디오 프로그램이다.

## DJ
- 가수 정엽 (남)

## 개요
2022년 5월 16일부터 2023년 10월 15일까지 이전 프로그램인 《정엽의 LP카페》라는 제목으로 방송되었으나 2023년 10월 16일에 가을 개편에 따라 《그대의 밤, 정엽입니다》으로 프로그램 제목이 변경되었다.

## 코너
- 월요일 : 엽디 위주로 갑시다
- 화요일 : 가사의 끝을 잡고
- 수요일 : 맛의 전쟁
- 목요일 : 이런 얘기, 저런 얘기
- 금요일 : 추억 체크인
- 토요일 : 키워드&뮤직, 아무튼 뮤지션
- 일요일 : 키워드&뮤직, 시계태엽 뮤직

## 지역 방송국 프로그램
| 방송 채널             | 방송 권역           | 프로그램            | 방송 시간                    | 진행자 |
| --------------------- | ------------------- | ------------------- | ---------------------------- | ------ |
| KNN 러브FM KNN 파워FM | 부산광역시 경상남도 | 오희주의 라디오라떼 | 매주 주말 저녁 8시 ~ 밤 10시 | 오희주 |

## 같이 보기
- 연예오락
- 웬디의 영스트리트 (SBS 파워FM)
- 음악이 있는 저녁 풍경 (cpbc FM)